# Rasjid Ali al-Gailani

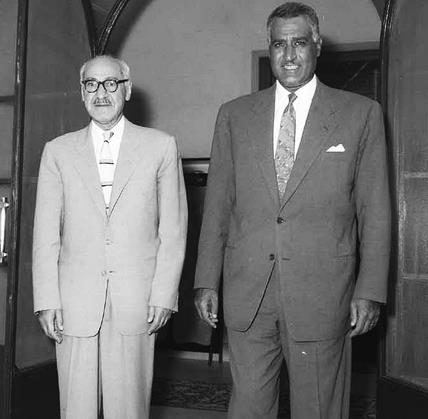
Al Gailani (links) met Gamal Abdel Nasser

Rasjid Ali al-Gailani (Arabisch: رشيد عالي الكيلاني) (Bagdad, 1892 - Beiroet, 28 augustus 1965) was een Iraaks politicus.

## Loopbaan
Al-Gailani was afkomstig uit een voorname familie uit Bagdad. Hij was gelieerd aan de vroegere premier Abd ar-Rahman al-Haidari al-Gailani (1841-1927), die tevens een prominent Soefi was. Rasjid Ali studeerde rechten en werd in 1924 minister van justitie en in 1933 was hij enige maanden premier.
Vanaf halverwege de jaren dertig werd hij onder invloed van de nationalistische en pro-Duitse Groot-Moefti van Jeruzalem, Hadji Amin al-Husseini, een Arabische nationalist met antisemitische opvattingen. Hij raakte betrokken bij de extreemrechtse Golden Square (Gouden Vierhoek). Samen met enkele officieren, aanhangers van de Golden Square en andere nationalisten (waaronder Saddam Hoesseins' oom Khairullah Tulfah) pleegden zij in april 1941 een staatsgreep waarbij de pro-Britse regering werd afgezet (prins-regent Abdul Ilahi bin Ali was inmiddels naar Jordanië gevlucht). Nazi-Duitsland gaf in de persoon van Adolf Hitler het regime van Rasjid Ali zijn steun en beloofde wapenleveranties. Omdat deze  uitbleven gaf Gailani legeronderdelen opdracht om Britse stellingen in Irak aan te vallen. De Britten, gesteund door Iraakse troepen die loyaal waren aan de regent, gingen in de tegenaanval. Op 1 juni 1941 viel de regering van Gailani. Direct na zijn afzetting vonden in Bagdad gruwelijke pogroms tegen Joden plaats door zijn aanhangers, die bekend werden onder de naam Farhud.

### Iran, Nazi-Duitsland, Saudi-Arabië en Libanon
Na de val van de regering vluchtte Rasjid Ali naar Iran. Nadat de Sovjet-Unie op 25 augustus 1941 Iran binnenviel vluchtte hij naar Nazi-Duitsland. In Berlijn werd Rasjid Ali door Adolf Hitler ontvangen en werd hij erkend als de verbannen leider van de regering in Irak. Nadat Duitsland werd verslagen in de Tweede Wereldoorlog ging hij in ballingschap in Saudi-Arabië.  
In 1958, na de val van de monarchie en de installatie van het Arabisch nationalistische regime van generaal Abdul Karim Qassem, keerde hij naar Bagdad terug waar hij groots werd onthaald. 
Enkele maanden nadien moest hij opnieuw in ballingschap - ditmaal naar Libanon - omdat hij betrokken zou zijn geweest bij een staatsgreep tegen de regering-Qassem.